# Беш-Текне (урочище)

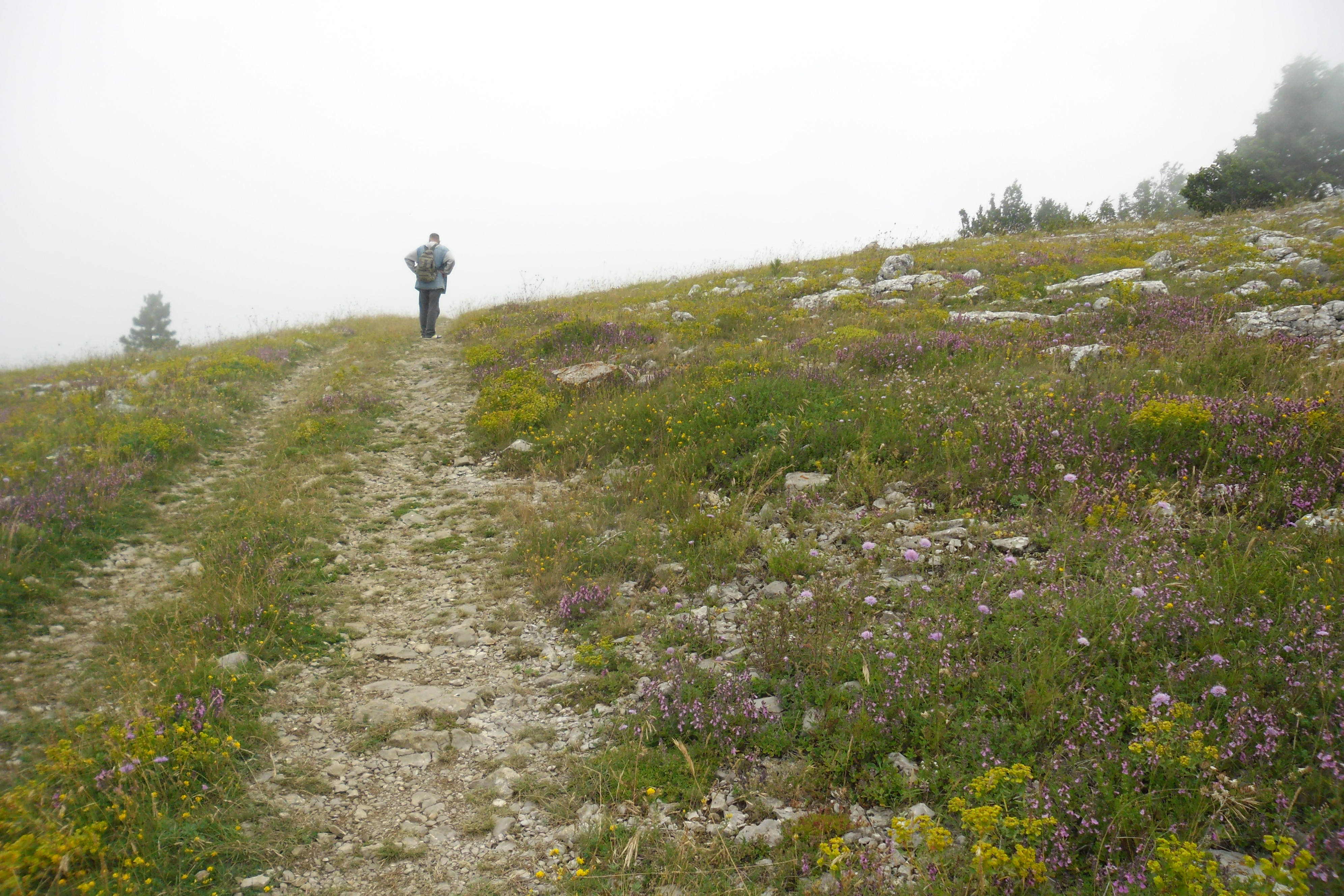
Ай-Петринская яйла. Район урочища Беш-Текне

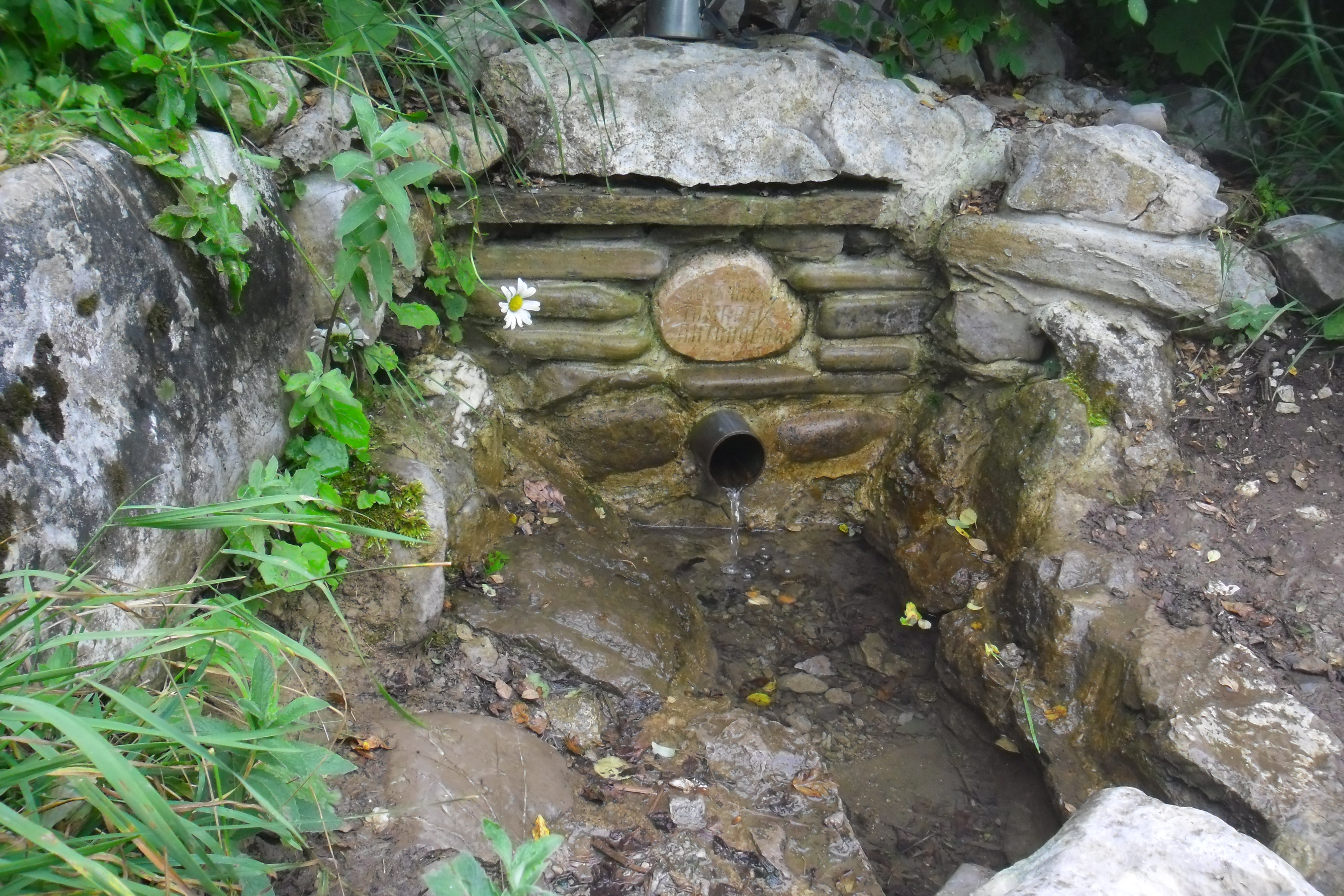
Источник в Беш-Текне

Беш-Текне́ (укр. Беш Текне, крымскотат. Beş Tekne, Беш Текне; от крымскотат. беш — «пять», текне — «корыто для водопоя») — котлован (урочище) с двумя ставками, расположенное на Ай-Петринской яйле в Крыму. Котловина окружена островерхими ребристыми скалами, редколесья.
Котловина находится к северо-западу от г. Ат-Баш, возле тропы Эски-Богаз .
Урочище протянулось с юго-запада на северо-восток более чем на 700 метров и является местом, где соединяются многие дороги и тропы, проходящие по Ай-Петринскому плато. С Симеиза к этому месту ведёт старая Еврейская дорога, с Карадагского леса — отрезок древнеримского пути, а со стороны моря — два горных перевала: Ат-Баш-Богаз и Эски-Богаз.
Со всех сторон урочище окружено ребристыми островерхими скалами, а со стороны моря ограничено длинной горной грядой, при этом от Южного берега Крыма его отделяет всего 8 км дороги.
В каменный век в котловине располагалась одна из крупнейших стоянок древних людей. На глинистых склонах урочища археологи обнаружили многочисленные осколки орудий труда и посуды мадленской эпохи. А рядом с Ат-Башем тысячи лет назад находилась стоянка первобытных людей эпохи неолита.
Большое количество воды в урочище объясняется слоем глины на дне долины, что препятствует поглощению воды известняковыми породами. За ним находится Центральное карстовое плато, испещренное сотнями воронок и карстовых полостей — настоящая пустыня, лишенная источников воды.
В большинстве своем Ай-Петринский массив составлен середнеюрскими отложениями и породами так называемой таврической серии, над которыми располагается полукилометровый слой известняков. И только в районе Беш-Текне часть осадочных флишевых пород вытолкнута на высоту более 1000 метров над уровнем моря и выходит прямо на поверхность яйлы. Этот факт, а также сильная обводненность района, делает это место поистине уникальным. Имеются множественные родники. Котловина Беш-текне представляет интерес для гидрогеологов.
9 декабря (по другим данным 12 декабря) 1941 тут приняла бой с румынскими войсками и погибла группа бойцов, возглавляемая генерал-майором Д. И. Аверкиным.